# 米町駅 (石川県)
米町駅（こんまちえき）は、石川県羽咋郡志賀町米町に存在した北陸鉄道能登線の駅である。1972年（昭和47年）に廃駅となった。

## 概要
1927年（昭和2年）に能登鉄道の能登高浜駅から三明駅までの間が開業した際の唯一の中間駅で、列車交換が可能であった。

## 歴史
- 1927年（昭和2年）6月30日：能登鉄道能登高浜 - 三明間延伸に伴い開業。
- 1943年（昭和18年）10月13日：合併により北陸鉄道の駅となる。
- 1972年（昭和47年）6月25日：能登線全線廃止により廃駅。

## 駅構造
島式ホーム1面2線の交換駅だったが、末期には交換扱いが廃止されていた。

## 廃止後
駅跡はサイクリングロードとなっており、米町バス停が設置されている。また、公園の隅に、能登鉄道全線開通に尽力し後に社長となり、北陸鉄道との合併後は同社能登支社長に就いた、米町生まれ中谷秀一の銅像が残っている。

## 隣の駅
北陸鉄道
能登線
大笹駅 - 米町駅 - 直海駅